# 2970 Pestalozzi
2970 Pestalozzi este un asteroid din centura principală, descoperit pe 27 octombrie 1978 de Paul Wild.